# エフエム諫早
株式会社エフエム諫早（エフエムいさはや）は長崎県諫早市の一部および周辺地域を放送区域として超短波放送（FM放送）をする特定地上基幹放送事業者である。
レインボーFMの愛称でコミュニティ放送を行っている。

## 概要
2000年（平成12年）に長崎県初のコミュニティ放送局として開局。愛称は公募によって付けられたもので周波数の77.1MHzが「なない（ろ）」と語呂合わせできることから選ばれた。「情報のかけはし」といった意味合いも込められている。
RKB毎日放送がマスメディア集中排除原則にいう支配関係にある。
本社・スタジオ（演奏所）は宇都町の諫早市健康福祉センターにある。
送信所
| 送信所 | 送信所     | 空中線電力 | 設置場所                 |
| --- | ---------- | ---------- | ------------------------ |
| 親局 | 親局       | 20W        | 諫早市宇都町（上山公園） |
| 飯盛中継局 | 飯盛中継局 | 20W        | 諫早市飯盛町（飯盛山）   |
| ギャップフィラー中継局 | 広川良局   | 0.25W      | 諫早市小長井町           |
| ギャップフィラー中継局 | 遠竹局     | 0.25W      | 諫早市小長井町           |
| ギャップフィラー中継局 | 伊木力局   | 0.25W      | 諫早市多良見町           |
| ギャップフィラー中継局 | 佐瀬局     | 0.25W      | 諫早市多良見町           |
| - 親局のコールサインは、JOZZ0AL-FM - 周波数は、すべて77.1MHz - ギャップフィラー中継局は、諫早市が受信障害対策中継放送の制度により免許を取得 |            |            |                          |

受信可能人口は、2000年1月で県央地域の約24万人。
インターネット配信はFM++による。
日曜深夜27 - 29時を除く24時間放送で、自主制作番組以外の時間帯は、ミュージックバードの番組を放送。
かつてはJ-WAVEを再送信していたこともあった。
一時期、諫早市出身の脚本家、市川森一が非常勤取締役として経営に参画していた。

## 沿革
- 1999年（平成11年）
  - 11月15日 - 放送局（現・特定地上基幹放送局）の予備免許取得[3]。
  - 11月25日 - 株式会社エフエム諫早設立[2]。
  - 12月22日 - 放送局の免許取得[4]。
- 2000年（平成12年）
  - 1月1日 - 開局。
  - 4月1日 - 諫早市と「災害情報に関する実施協定」締結。
- 2002年（平成14年）4月 - ゼネラルプロデューサーに市川森一が就任。
- 2012年（平成24年）
  - 2月 - 社長が酒井郁子から、丸高商事株式会社代表取締役である高尾茂に交代。
  - 9月 - 情報配信サービス「Clubレインボー」を開始
  - 10月 - イメージキャラクター「にじらじ」くんを制定。これに伴い主に生放送で使用する「Bスタジオ」を「にじらじスタジオ」と改称。「Aスタジオ」は収録等に使用。
- 2015年（平成27年）4月1日 - FM++によるインターネット配信を開始[5]。
- 2018年（平成30年）6月28日 - 中継局1局の免許取得[6]、諫早市もギャップフィラー中継局4局の免許取得[7]。

## 主な自社番組
- あさのおと（月 - 金 6:54 - 7:00）
- なないろMorning（月 - 木 7:00 - 10:00・金 7:00 - 9:00）
- 中尾小百合のにじいろカフェ（月 10:00 - 12:00）
- にじらじステーション（月・火 12:00 - 15:00）
- 地球パレット（水・木 11:00 - 12:00）
- はあとふるRAINBOW（水・木 12:00 - 15:00）
- 社長さんいらっしゃ～い!（月 17:00 - 18:00・土　10:00 - 10:50）
- シームレス学園（月 18:00 - 19:00・土 11:00 - 12:00）
- エール!（月 19:00 - 19:30・土 9:00 - 9:30）
- NEXT The シアター（月 19:30 - 20:00・土 19:30 - 20:00）
- 川原悠太朗の月とレディオ（月 20:00 - 20:30・土 18:30 - 19:00）
- AND SUN BULLSのトモスラジオ（月 20:30 - 21:00・土 17:30 - 18:00）
- ジージーズナイト（月 21:00 - 21:30・日 19:30 - 20:00）
- マニアックマンデー（月 21:30 - 22:00）
- すまいる満天!（火 17:00 - 18:00）
- カーライフナビゲーション～火曜日のラジオ～（火 18:00 - 19:00）
- 陽と狸の諫早サッカー夜話（火 21:00 - 22:00）
- アンプロンプチュ（水　17:00 - 18:00）
- 草野仁のジンジンラジオ☆（水 19:00 - 19:30・土 19:00 - 19:30）
- ガラスの鼓動（水 21:00 - 21:30・土 22:00 - 22:30）
- GOOD SPEAKER（水 21:30 - 22:00）
- RADIO Tempo Felice（ラジオ・テンポ・フェリーチェ）（木 17:00 - 19:00）
- TATSUMAKIのGENERATION BOX（木 19:00 - 19:30・土　19:30 - 20：00）
- トランジットステーション～人生の乗換駅～（木 19:30 - 20:00・日　20:30 - 21:00）
- レッツゴー公民館（木 20:00 - 20:15）
- ボウル・ボウラー・ボウリング（木 20:15 - 20:30・土　16:00 - 16:15）
- 地球スポット（木 20:30 - 20:45）
- 走れ！オレンジラガーズ！（木 20:45 - 21:00）
- カツルミのあしたも晴レルヤ（木　21:00 - 21:30・日　16:30 - 17:00）
- 魔城！イズムビルISM（木 21:30 - 22:00・日　21:30 - 22:00）
- DJ YAMAHIROのクラブスタイル生録りLIVE MIX（木　22:00 - 23:00・日　22:00 - 23:00）
- Groo Ving Story（木　23:00 - 24:00）
- てをつないでおさんぽ（金 9:00 - 11:00）
- 青春プレイバック（金 11:00 - 12:00・土　12:00 - 13:00）
- face to face（金 12:00 - 13:00）
- CHALLENGE BOX（金 13:00 - 13:30・金　20:00 - 20:30）
- MMAradio771（金 17:00 - 19:00）
- 天伶知詠のかわいた心の花（金　19:00 - 19:30・日　21:00 - 21:30）
- 美香のFlower Cinema（金　19:30 - 20:00）
- トムとジェリーの電波ジャック（金　20:30 - 21:00）
- NAYAラジオ（金　21:00 - 21:30）
- ミルクセーキ大作戦（金　21:30 - 22:00・土曜日　24:30 - 25:00）
- 秋山大輝のラジおしゃべり（土　10:50 - 11:00）
- みんなおんなじ空の下（土　18:00 - 18:15）
- こんにち（土 18:15 - 18:30）
- #あいのわradio（ハッシュタグ・あいのわレディオ）（日　15:00 - 15:15）
- 諫早史談会が語る「諫早」（日 15:15 - 15:30）
- はぴぷれ!（日　18:00 - 19:00）

## ネット番組
- スターダスト・レビューの星になるまで
- HKT48のももち浜ラジオ局
- 週刊!本庄強

## 緊急告知防災ラジオ
諫早市は、2016年（平成28年）より緊急告知防災ラジオ（緊急告知FMラジオ）を限定数ながら有償頒布している。エフエム諫早以外にFM長崎、NHK-FM長崎、NHK第1放送、NBCラジオも受信できる。